# Plesnoy
Plesnoy ist eine französische Gemeinde mit 109 Einwohnern (Stand: 1. Januar 2022) im Département Haute-Marne in der Region Grand Est; sie gehört zum Arrondissement Langres, zum Kanton Nogent und zum Gemeindeverband Grand Langres. 

## Geografie
Plesnoy liegt etwa 14 Kilometer östlich von Langres. Umgeben wird Plesnoy von den Nachbargemeinden Poiseul im Norden, Marcilly-en-Bassigny im Osten, Haute-Amance im Südosten, Celsoy im Süden sowie Orbigny-au-Mont im Westen und Südwesten.

## Bevölkerungsentwicklung
| Jahr                       | 1962 | 1968 | 1975 | 1982 | 1990 | 1999 | 2006 | 2018 |
| Einwohner                  | 231  | 172  | 133  | 127  | 112  | 100  | 104  | 114  |
| Quellen: Cassini und INSEE |      |      |      |      |      |      |      |      |

## Sehenswürdigkeiten
- Fort Plesnoy (auch: Fort Médavy), Festung aus dem 19. Jahrhundert